# Дукат (Звёздный путь)
Дукат (англ. Dukat) — персонаж научно-фантастического телевизионного сериала «Звёздный путь: Глубокий Космос 9».
Гал Дукат был префектом в последние годы оккупации Баджора и командовал станцией «Терок Нор», позднее переименованной в «Глубокий космос 9».

## Биография

### Префект Баджора
Гал Дукат принял командование Терок Нор в 2346 году, то есть сразу по окончании строительства станции. По словам самого Дуката, вначале он пытался наладить отношения с баджорцами. Так, опять же согласно Дукату, его первыми действиями на посту префекта были введение запрета на использование детской рабочей силы, улучшение здравоохранения и пищевых рационов, а также снижение нормы выработки наполовину. Вопреки ожиданиям Дуката, подобный жест доброй воли остался незамеченным баджорским сопротивлением — партизанскую войну они не прекратили.
Недовольство Дуката росло по мере того, как баджорцы отваживались на все более и более дерзкие вылазки против кардассианцев, и сменилось ненавистью. Пережив пять покушений на свою жизнь, Дукат, тем не менее, выступал за продолжение оккупации. Он считал, что ему ещё удастся оправдать ожидания своего руководства и подготовить планету к полномасштабной колонизации. Однако, Центральное командование Кардассии решило иначе, и в 2369 году, когда кардассианцы оставили Баджор, репутации и карьере Дуката был нанесён непоправимый урон — вина за неудачу на Баджоре была возложена на него.

### 2369—2373
Несмотря на то, что Дуката лишили всех привилегий префекта, Центральное Командование не спешило расставаться с этим без сомнения незаурядным офицером, чьи опыт и знания о Баджоре были по-настоящему бесценны. На протяжении первых трёх лет после окончания войны Дукат выполнял различные указания Центрального Командования. Он неоднократно бывал на станции «Глубокий Космос 9»,
представляя интересы Кардассии на переговорах с Объединённой Федерацией Планет и Временным Правительством Баджора.
В 2370 году гал Дукат готовился предстать в качестве основного свидетеля перед трибуналом, расследовавшим степень участия кардассианцев в попытке вооружённого переворота на Баджоре. Дабы спасти свою репутацию, Дукат попытался отвлечь внимание от процесса путём дискредитации своего основного оппонента в правительстве — Котана Па’Дара. Прикрываясь заботой о кардассианских детях-сиротах, оставленных на Баджоре после оккупации, Дукат попытался сделать воссоединение Па’Дара и его сына, Ругала, достоянием общественности; он рассчитывал, что Па’Дара обвинят в нарушении семейных традиций кардассианского общества и тот будет вынужден подать в отставку. Однако его планам не суждено было сбыться, так как доктор Башир и Гарак уличили его в организации похищения Ругала и последующего использования мальчика в качестве компромата.
В 2372 году на Кардассии произошёл государственный переворот. Дукат, поддерживавший пришедшее к власти гражданское правительство, был повышен в звании и назначен главным военным советником. Когда клингоны, воспользовавшись царившей внутри Кардассианского Союза смутой вторглись на его территорию, Дукат участвовал в эвакуации правительства на Федеральную территорию.
В эти неспокойные времена Дукат узнаёт, что пропавшие вместе с перевозившим их транспортником годы назад Тора Напрем — баджорская наложница, в которую кардассианец влюбился во время оккупации — и её ребёнок могут всё ещё быть живы. Дукат и Кира Нерис объединяют свои усилия для того, чтобы найти и освободить схваченных бриннами пассажиров транспортника.
Тора Напрем умерла задолго до появления Дуката и Киры, но её дочь Тора Зиял выжила. Перед Дукатом возникает дилемма — если он оставит Зиял в живых, его политические противники могут обнаружить её и использовать против него. Однако Дукат поддаётся на уговоры Киры и забирает девушку с собой.
Когда известие о существовании незаконорожденной дочери, в чьих жилах течёт и баджорская кровь, достигает Кардассии, Дуката понижают в звании до капитана грузового судна. Дукат воспринял такое унижение внешне безропотно и покорно, хотя в душе у него зрело недовольство. Когда кардассианское правительство отвергло помощь Дуката в борьбе с клингонами и запретило ему предпринимать какие-либо действия против захватчиков, Дукат объявил клингонам вендетту, используя захваченный клингонский лёгкий крейсер.

### 2373—2374
После разоблачения заговора Доминиона с целью заменить верховного канцлера клингонской империи двойником, корабли клингонов, однако, по-прежнему оставались внутри кардассианского пространства. Дукат, разочарованный бездействием гражданского правительства, проводит тайные переговоры с Доминионом. Согласно заключённому договору, Кардассия с Дукатом во главе присоединится к Доминиону в его войне против любого, кто стоит у него на пути. Заручившись поддержкой Доминиона, Дукату удаётся изгнать уцелевших клингонов за пределы кардассианских земель и истребить почти всех повстанцев Маки.
Дукат возглавлял объединённые силы Доминиона и Кардассии при захвате станции «Глубокий Космос 9». Ему также принадлежат многочисленные победы над Федерацией и клингонами в начале войны. Он пользовался огромной популярностью среди кардассианцев, веривших в то, что Дукату удастся восстановить былое величие империи.
Но вмешательство Пророков, остановивших войска Доминиона на их пути сквозь баджорскую червоточину, застало Дуката врасплох и оказалось для него настоящим потрясением. К несчастью для Дуката, на этом
его неприятности не закончились. В суматохе эвакуации Дамар, старый друг и соратник Дуката, убил Зиял, заподозрив её в государственной измене. Помутившийся рассудком и отказавшийся оставить тело дочери, Дукат был схвачен Федерацией и помещён в психиатрическую лечебницу.

### 2374—2375
Федеральный звездолёт, перевозивший обвиняемого в военных преступлениях Дуката к месту проведения трибунала, подвергся нападению кардассианских кораблей. Дукату и сопровождавшему его капитану Сиско удалось покинуть «Хонсю» (англ. USS Honshu NCC-60205) до того, как корабль взорвался, и посадить шаттл на необитаемой планете в близлежащей звёздной системе. К Дукату возвращаются его галлюцинации, и кардассианец принимает решение уничтожить всех баджорцев. Едва не убив Сиско, он покидает планету, одержимый местью.

## Интересные факты
- Согласно «Day of the Vipers», первой книги мини-серии Star Trek: Terok Nor, молодой Дукат находился в составе кардассианской делегации, отправленной на Баджор в 2318 году для установления официального первого контакта с коренными жителями.
- Буквы S.G. являются инициалами Дуката, как показано в DS9: A Time to Stand, но что они означают достоверно неизвестно. По словам продюсера сериала, Роналда Д. Мура, эти инициалы могут обозначать звание, должность, или какое-нибудь достижение. Тем не менее, в книгах Дуката зовут Скрейн.
- Во время пребывания на посту префекта Баджора, Дукат обладал девятым, максимальным уровнем допуска к компьютерам на Терок Нор. Стоит заметить, что у Одо, в ту пору главы службы безопасности станции, был только шестой уровень допуска.

## Цитаты
Да когда вы уже перестанете болтать и застрелите их?
(обращаясь к Сиско и другим офицерам, пришедшим вызволять Дуката из логова маки)

Вы спросите меня, стоит ли нам бояться членства в Доминионе? Я вам отвечу — наоборот, мы должны воспользоваться этой возможностью. Доминион признает нас теми, кем мы являемся — подлинными лидерами альфа-квадранта. И теперь, когда мы — равные партнеры во всех начинаниях, а силы наши объединённы, дрожать от страха придется нашим врагам. До дня рождения моего старшего сына остается пять дней. Я клянусь, что к этому сроку в пределах кардассианских территорий не останется ни одного живого клингона. Не останется даже одной колонии маки на наших землях. Кардассия возродится, и мы вернем себе все, чего лишились. Любой, кто встанет у нас на пути, будет уничтожен. Клянусь кровью, я делаю это для блага своего сына, для блага всех наших сыновей

Я рад, что мы провели это время вместе, Бенджамин, потому что теперь мы друг друга не скоро увидим. У меня остаются неоконченные дела на Бэйджоре! Они считали меня своим врагом! Они ещё не знают, каково это быть моим врагом; начиная с сегодняшнего дня, Бэйджор обречен. Они все обречены. И на этот раз даже Эмиссар не сумеет их спасти!

Я бы не прожил так долго будучи небрежен, мистер Ворф.